# The American Mercury
The American Mercury war eine amerikanische literarische, politische und satirische Monatszeitschrift mit konservativer Ausrichtung, die von Januar 1924 bis 1981 in New York erschien.

## Verlagsgeschichte

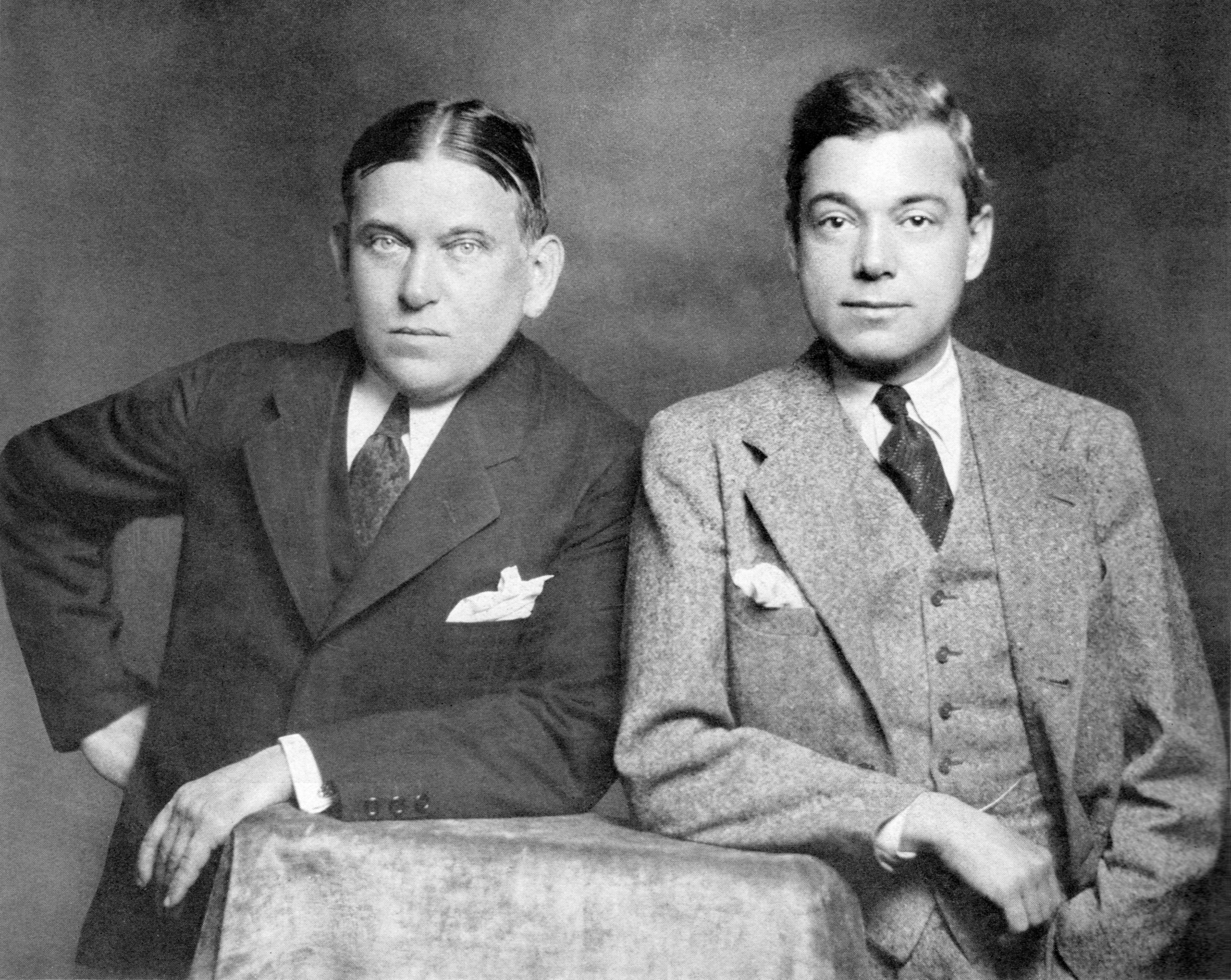
Mencken (links) und Nathan

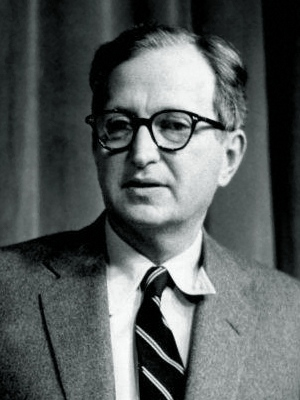
Lawrence E. Spivak

Gegründet von dem Literaturkritiker Henry L. Mencken und dem Theaterkritiker George Jean Nathan war Alfred A. Knopf Sr. (1892–1984) bis 1934 der Herausgeber. Nathan trat bereits 1925 zurück. Auf Mencken folgte 1934 der Literaturkritiker Henry Hazlitt. Dieser wurde bereits nach einem reichlichen Vierteljahr von Charles Angoff (1902–1979) abgelöst. Anfang 1935 kaufte Lawrence E. Spivak (1900–1994) das Magazin von Alfred Knopf. 1946 fusionierte The American Mercury mit dem demokratisch-sozialistischen Magazin Common Sense. Bis 1950 besaß der konservative Clendenin J. Ryan (1905–1957) die Zeitschrift. Sein Nachfolger William Bradford Huie (1910–1986) setzte weiter auf Konservatismus. 1952, nach dem Verkauf des Blattes an einen branchenfremden Eigentümer, setzte der Niedergang des Magazins ein.

## Mitarbeiter (Auswahl)
In den 1920er Jahren schrieben Conrad Aiken, Sherwood Anderson, James Branch Cabell, W. J. Cash (1900–1941), Lincoln Colcord (1883–1947), Thomas Craven (1888–1969), Clarence Darrow, W. E. B. Du Bois, John Fante, William Faulkner, F. Scott Fitzgerald, Albert Halper (1904–1984), Langston Hughes, James Weldon Johnson, Sinclair Lewis, George Schuyler (1895–1977), Meridel Le Sueur, Edgar Lee Masters, Albert Jay Nock, Eugene O’Neill, Carl Sandburg und William Saroyan für das Magazin.